# Transição glotal surda
| Transição glotal surda | Transição glotal surda |
| ---------------------- | ---------------------- |
| AFI – número           | 146                    |
| AFI – Unicode          | h                      |
| AFI – imagem           |                        |
| Entidade HTML          | &#104;                 |
| X-SAMPA                | h                      |
| Kirshenbaum            | h                      |
| Som Exemplo            |                        |

A transição glotal surda, comumente chamada de fricativa, é um tipo de fone consonantal empregado em alguns idiomas que frequentemente procede como uma fricativa, mas que às vezes procede como uma consoante aproximante ou indeterminada. Seu símbolo no Alfabeto Fonético Internacional é o h, e seu equivalente X-SAMPA é h. É muito comum na língua inglesa, representando o som suavemente aspirado de "h" em palavras como "hot". Na língua portuguesa, o mesmo som suavemente aspirado é alófono da fricativa uvular surda em dialetos do Norte, Nordeste e Sudeste (exceto RJ e SP) brasileiros, e geralmente representa o som da letra "r" em início de palavra e em final de sílaba (exceto quando seguida por vogal) e do dígrafo "rr" nesses dialetos em palavras como arte, rio, terra e honra, não existindo ou se comportando como um fonema marginal nos demais dialetos da língua. 
Embora [h] seja descrita como uma vogal surda, já que em muitas línguas este fone não possui ponto nem modo de articulação de uma consoante convencional, mas também não possui a altura nem a posteridade de uma vogal convencional:

[h e ɦ] têm sido descritas como versões surdas ou sonoras sussurradas das vogais seguintes, mas a forma do aparelho vocal […] muitas vezes é simplesmente a mesma forma da dos sons que o cercam. […] Portanto, nestes casos é mais apropriado considerar h e ɦ como segmentos que possuem apenas uma especificação da laringe, e não estão marcados à nenhuma outra característica. Existem outras línguas (como a Hebraica e a Árabe) que mostram um deslocamento mais definido das frequências formantes para o h, sugerindo que possui uma constrição glotal associada à sua produção.

## Características
- Em algumas línguas, possui um modo de articulação contraído como de uma consoante fricativa. Porém em muitas, talvez na maioria, possui uma transição de estado da glote. Pelo fato de que nas línguas que são familiares com este som não há nenhuma outra constrição para produzir fricção no aparelho vocal, muitos foneticistas não consideram mais o [h] como uma fricativa, mas o termo "fricativa" é geralmente mantido por motivos históricos.
- Pode ter o ponto de articulação glotal. Porém, como pode não acontecer nenhuma fricção, o termo "glotal" pode se referir apenas a sua natureza, e não expõe a localização de sua constrição nem de sua turbulência. Todas as consoantes com exceção das glotais, e todas as vogais, possui um ponto de articulação individual em adição ao estado da glote. Como acontece com todas as outras consoantes, as vogais que os cercam influenciam em suas pronúncias, por isso o [h] às vezes é considerado como vogais surdas, possuindo o mesmo ponto de articulação das vogais ao lado.
- A fonação é surda, que significa que as cordas vocais não vibram durante a articulação.
- É uma consoante oral, sonante, que significa que permite que o ar escape pela boca.
- Por causa de que é pronunciado na garganta, sem nenhum outro contato na boca, esta consoante não é nem central e nem lateral.
- O mecanismo de ar é egressivo, que significa que é articulado empurrando o ar para fora dos pulmões através do aparelho vocal.

## Ocorrências
| Língua     | Língua          | Palavra         | AFI       | Significado     | Notas                                       |
| ---------- | --------------- | --------------- | --------- | --------------- | ------------------------------------------- |
| Alemão     | Alemão          | Hass            | [has]     | 'ódio'          |                                             |
| Árabe      | Padrão          | هاتف            | [ˈhaːt̪if] | 'telefone'      |                                             |
| Armênio    | Armênio         | հայերեն         | [hajɛɹɛn] | 'armênio'       |                                             |
| Castelhano | Muitos dialetos | obispo          | [o̞ˈβihpo̞] | 'bispo'         | Alofonia de /s/.                            |
| Castelhano | Alguns dialetos | jaca            | [ˈhaka]   | 'pony'          | Corresponde ao [x] nos outros dialetos.     |
| Checheno   | Checheno        | хIара           | [hara]    | 'este'          |                                             |
| Copta      | Copta           | ϩρα             | [hra]     | 'face'          |                                             |
| Coreano    | Coreano         | 호랑이/horang-i | [hoɾaŋi]  | 'tigre'         |                                             |
| Feroês     | Feroês          | Hon             | [hoːn]    | 'ela'           |                                             |
| Finlandês  | Finlandês       | hammas          | [hɑmːɑs]  | 'dente'         |                                             |
| Georgiano  | Georgiano       | ჰავა            | [hɑvɑ]    | 'clima'         |                                             |
| Havaiano   | Havaiano        | haka            | [haka]    | 'prateleira'    |                                             |
| Hebraico   | Hebraico        | הר              | [haʁ]     | 'montanha'      |                                             |
| Hmong      | Hmong           | hawm            | [haɨ̰]     | 'honrar'        |                                             |
| Húngaro    | Húngaro         | helyes          | [hɛjɛʃ]   | 'direito'       |                                             |
| Inglês     | Inglês          | high            | [ˈhaɪ]    | 'alto'          |                                             |
| Japonês    | Japonês         | 本/hon          | [hoɴ]     | 'livro, origem' |                                             |
| Laociano   | Laociano        | ຫ້າ              | [haː˧˩]   | 'cinco'         |                                             |
| Leonês     | Leonês          | guaje           | [wahe]    | 'menino'        |                                             |
| Malaio     | Malaio          | hari            | [hari]    | 'dia'           |                                             |
| Norueguês  | Norueguês       | hatt            | [hɑtː]    | 'chapéu'        |                                             |
| Pachto     | Pachto          | هو              | [ho]      | 'sim'           |                                             |
| Persa      | Persa           | هفت             | [hæft]    | 'sete'          |                                             |
| Português  | Brasil          | carro           | [ˈkahu]   | 'carro'         | Alguns dialetos. Ver Fonologia do português |
| Romeno     | Romeno          | hăţ             | [həts]    | 'restrição'     |                                             |
| Tailandês  | Tailandês       | ห้า              | [haː˥˩]   | 'cinco'         |                                             |
| Turco      | Turco           | halı            | [häˈɫɯ]   | 'carpete'       |                                             |
| Vietnamita | Vietnamita      | hư              | [hɯ]      | 'corrupto'      |                                             |